# Paltin
Paltin é uma comuna romena localizada no distrito de Vrancea, na região de Moldávia. A comuna possui uma área de 37.50 km² e sua população era de 2242 habitantes segundo o censo de 2007.